# Гигантская тридакна
Гигантская тридакна, или гигантская треуголка (лат. Tridacna gigas) — крупный вид морских двустворчатых моллюсков, обитающий в рифах Тихого и Индийского океанов.
Длина раковины может достигать до 1,2 м, а масса крупных экземпляров может превышать 200 кг. Продолжительность жизни часто превышает 100 лет.
Гигантская треуголка является типичным фильтратором, который употребляет в пищу одноклеточные водоросли и микроорганизмы, пропуская через себя воду.
Может производить жемчуг, размеры которого часто впечатляют, но который не имеет ювелирной ценности. Крупнейшие жемчужины — жемчужина Пуэрто массой 34 кг и жемчужина Лао-цзы весом 6,4 кг.
В 1956 году на острове Исигаки (Япония) был найден моллюск длиной 1,15 м и весом 333 кг. Это был самый большой двустворчатый моллюск на Земле, согласно Книге рекордов Гиннесса.

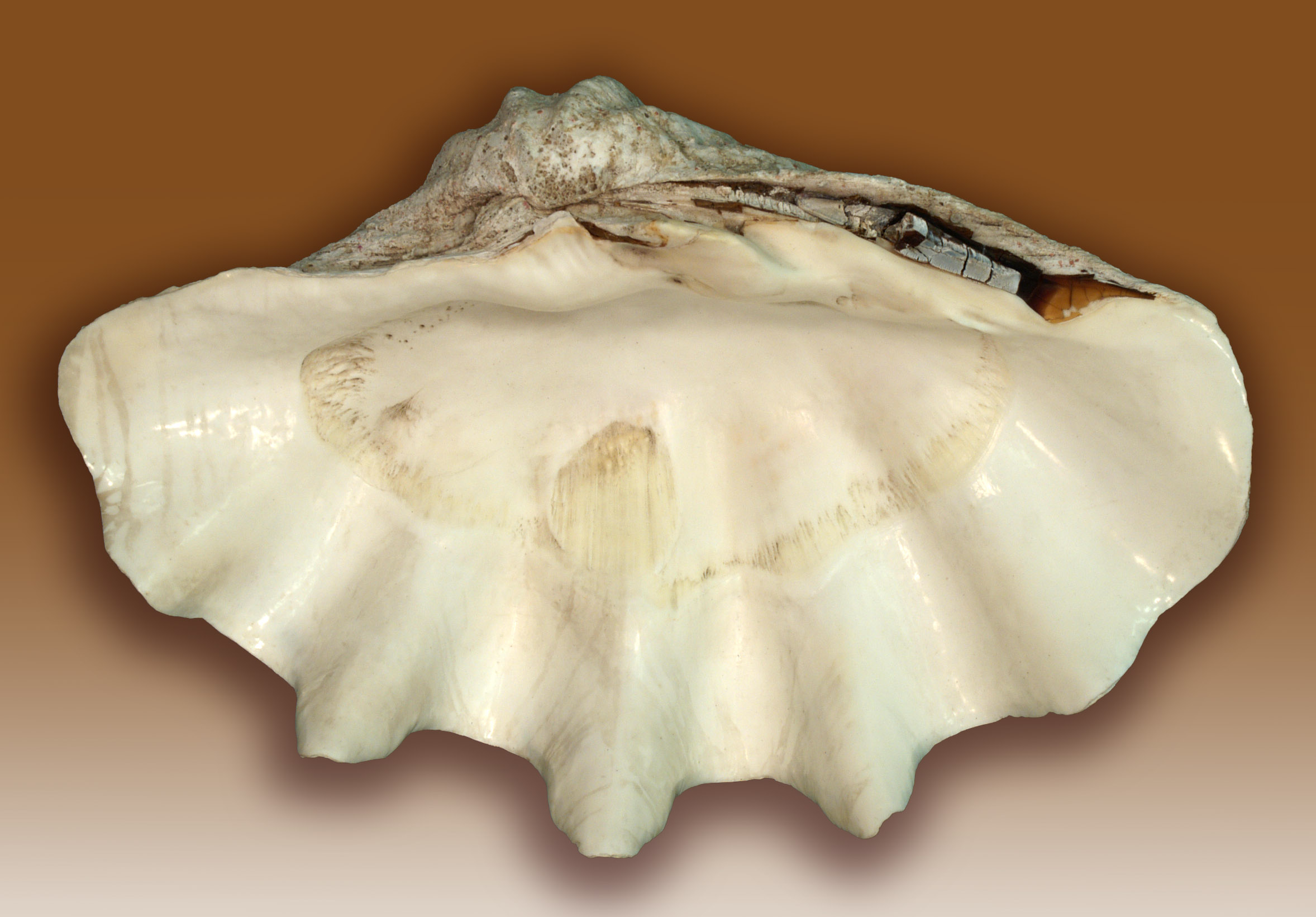
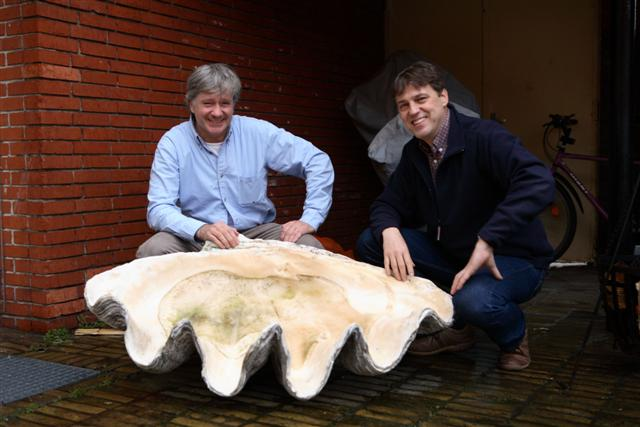
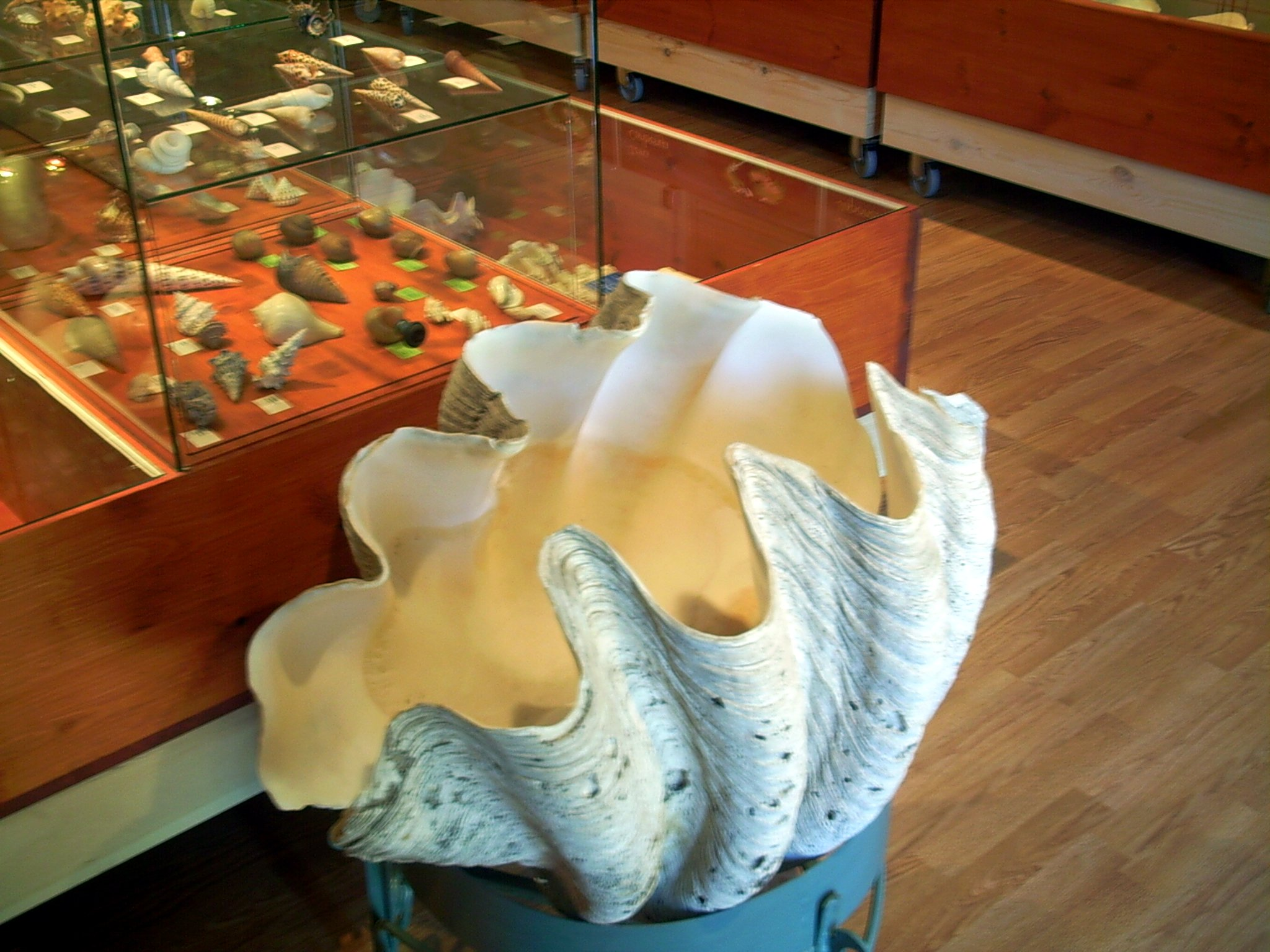
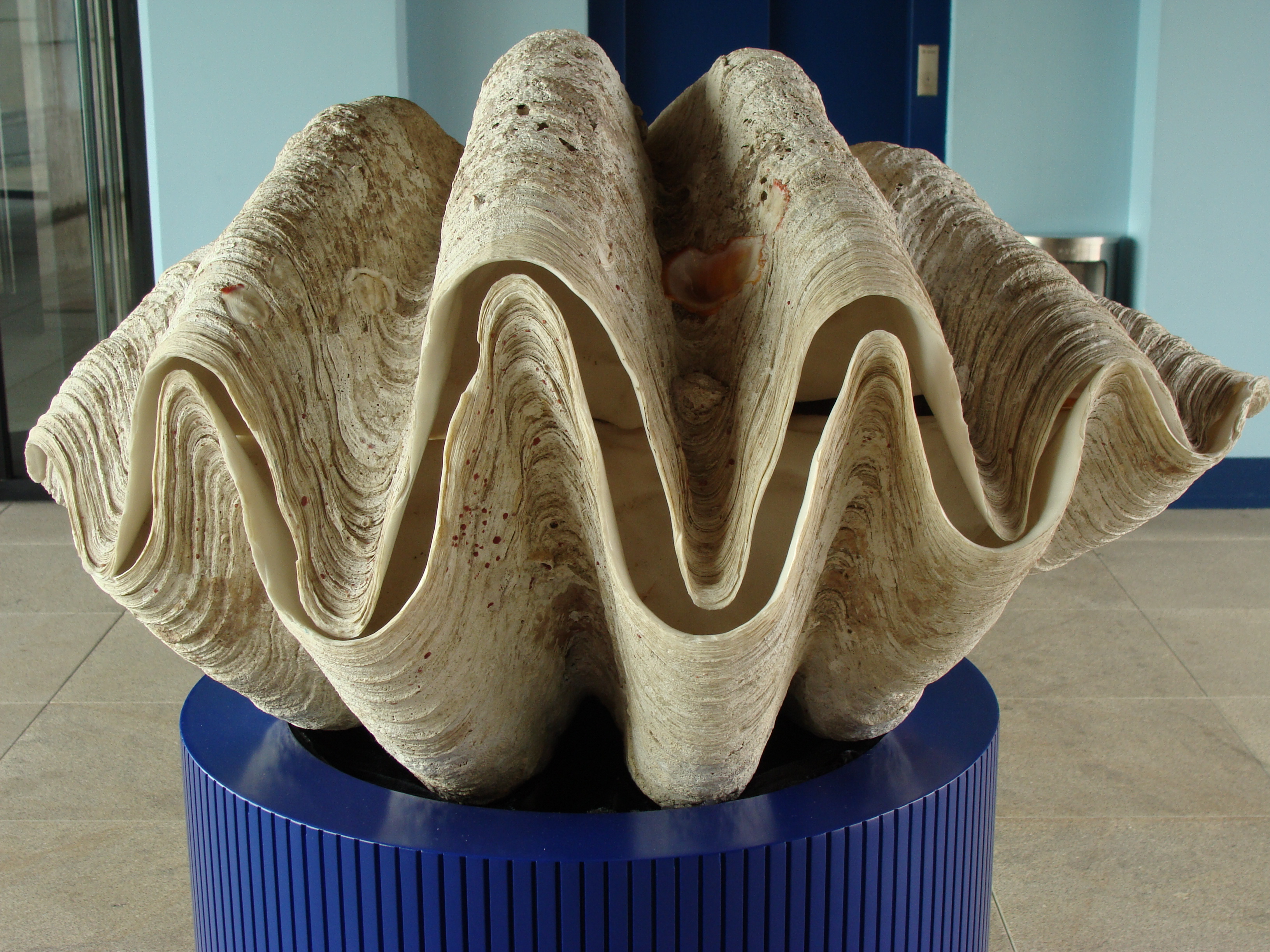